# Ellipes emarginatus
Ellipes emarginatus är en insektsart som först beskrevs av Lucien Chopard 1954.  Ellipes emarginatus ingår i släktet Ellipes och familjen Tridactylidae. Inga underarter finns listade i Catalogue of Life.